# Isabel Benavente
Isabel Benavente (auch: Arnais Beavente) ist eine ehemalige rhythmische Sportgymnastin aus Spanien.

## Sportliche Karriere
Seit 1962 gehörte Benavente dem Frauenausschuss der Federación Española de Gimnasia (FEG) an. Die Sportlehrerin nahm gemeinsam mit ihren Landsfrauen Rosa Ascaso und Rosa Jiménez an den ersten Weltmeisterschaften der Rhythmischen Sportgymnastik im Dezember 1963 in Budapest teil. Bei den Übungen ohne Handgerät und mit Handgerät belegte die Spanierin jeweils den 27. Rang unter 28 Teilnehmerinnen, auch im Einzelmehrkampf kam Ascaso auf den 27. Platz.

## Teilnahme an internationalen Meisterschaften
- WM 1963 (Budapest): 27. ohne Handgerät (8,266), 27. mit Handgerät (8,666), 27. Einzelmehrkampf (16,932 Punkte)[1]